# Seimi Nørregaard
Seimi Nørregaard (født 1975) er en dansk digter og kunstner. Hun debuterede som digter i 2006 med digtsamlingen Væggene har ører.
Nørregaard er uddannet på Nordisk teaterskole i Århus i 1998. Hun har bl.a. skabt performance installationerne SKJUL på Overgaden. Institut for Samtidskunst,
Arbejdet på Metropolis (festival), Hello Hollow på Southbank Centre London, arbejdet for Brandts museum i Odense. Medstifter af foreningen Uafhængige Scenekunstnere.